# Labarde
Labarde è un comune francese di 629 abitanti situato nel dipartimento della Gironda nella regione della Nuova Aquitania.

## Storia

### Simboli
Il toponimo Labarde, secondo alcune ipotesi, potrebbe derivare  da una parola gallica che  indica l'allodola. Nello stemma il nome del comune è evocato dalla presenza dell'allodola e la vocazione vitivinicola da un grappolo d'uva.

## Società

### Evoluzione demografica
Abitanti censiti